# Cerro Luna
Der Cerro Luna ist ein an seinen Flanken schneebedeckter Hügel im Westteil der Lemaire-Insel vor der Danco-Küste des Grahamlands auf der Antarktischen Halbinsel.
Erstmals verzeichnet ist er auf einer chilenischen Landkarte aus dem Jahr 1951. Der Benennungshintergrund ist nicht überliefert.